# Districte de Durg
El districte de Durg (anteriorment districte de Drug) és una divisió administrativa de Chhattisgarh, a l'Índia. La capital és Durg (abans Drug) i la superfície és de 8.537 km² amb una població el 1991 de 2.397.134 habitants i el 2001 de 2.810.436 habitants.

## Administració
Està format per 6 subdivisions:
- 1 Balod
- 2 Bemetara
- 3 Dondilohara
- 4 Durg
- 5 Patan
- 6 Saja

I per 11 tahsils:
- 1 	Balod
- 2 	Bemetara
- 3 	Berla
- 4 	Dhamdha
- 5 	Dondilohara
- 6 	Durg
- 7 	Gundardehi
- 8 	Gurur
- 9 	Navagarh
- 10 	Patan
- 11 	Saja

## Història
El districte es va constituir l'1 de gener de 1906 dins la divisió de Chhattisgarh de les Províncies Centrals amb una superfície de 9.860 km², procedents de territoris del districte de Raipur i del districte de Bilaspur que en aquest temps tenien entre els dos 52.000 km² i dos milions d'habitants. El van formar l'antic tahsil de Mungeli al sud-oest de Bilaspur, tot el tahsil de Drug, i parts dels tahsils de Simga i Dhamtari a l'oest de Raipur. La població d'aquestes àrees al cens de 1901 (quan encara el districte no existia) era de 628.885 habitants però havia retrocedit per les fams de 1897 i 1900. La capital fou Drug (Durg) que tenia 2.047 habitants el 1881 i 4002 el 1901. Es va dividir en tres tehsils:
- Bemetara
- Sanjari
- Drug (Durg)

El districte incloïa nou estats zamindaris amb 2690 km² en total i una població de 99.820 habitants. El tahsil de Drug (Durg) tenia 4950 km² però sis dels zamindaris (1590 km²) foren transferits al tehsil de Bemetara tahsil que a més a més va rebre una superfície addicional de 966 km² deixant el tehsil amb 2393 km² i població de 189.643 habitants repartits en 483 pobles i la ciutat de Drug o Durg, capital del tehsil i districte.

## Geografia
L'estat és a la vall del Mahanadi. Els rius principals són afluents d'aquest: el Sheonath, Kharun, Tandula, Kharkhara i Aamner.